# كنيس حاييم بينتو

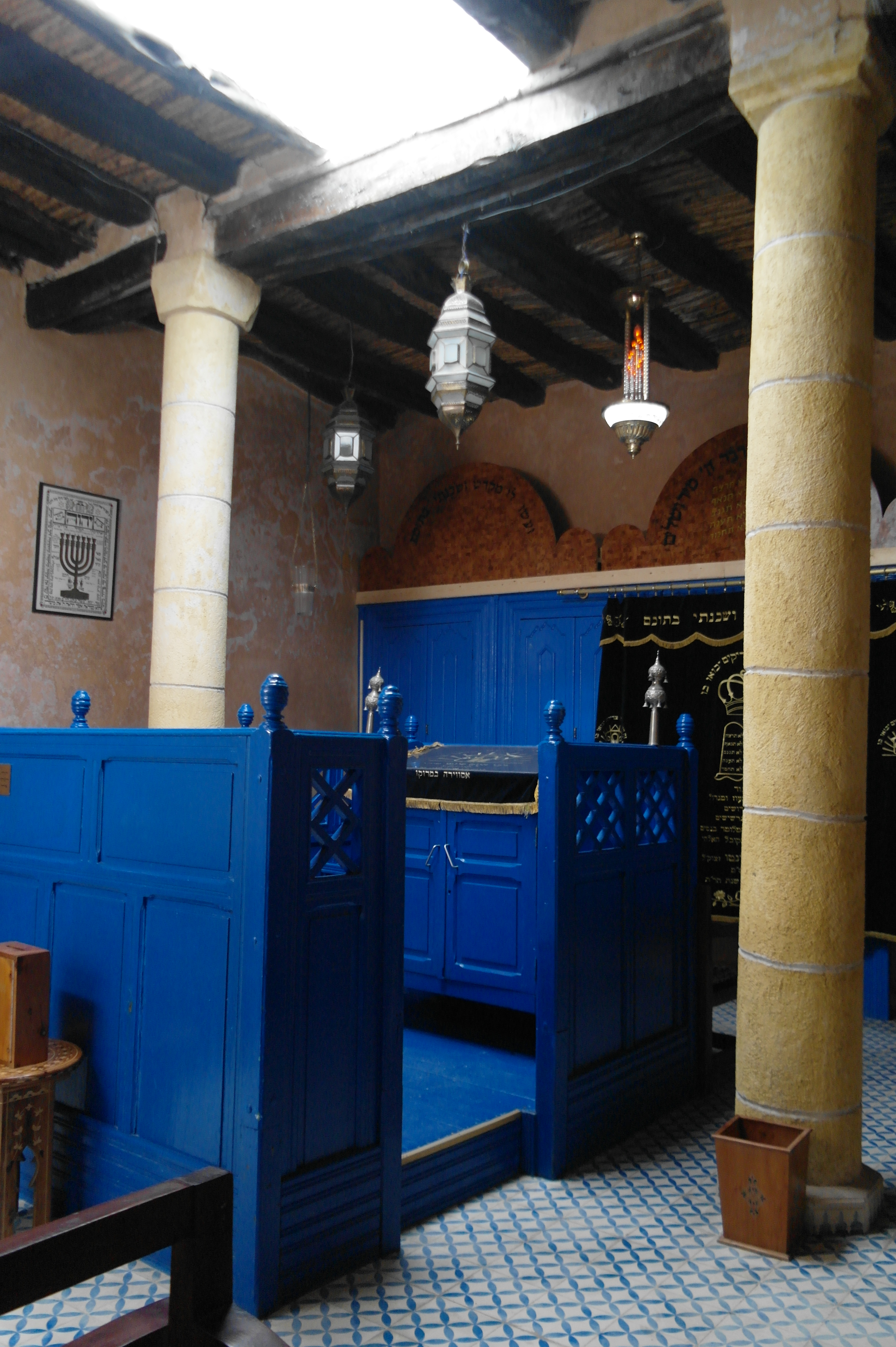
صورة لجزءٍ داخلي من كنيس حاييم بينتو

كنيس حاييم بينتو هو كنيسٌ يهوديّ يقعُ في مدينة الصويرة بالمغرب وهو أيضاً مسكن ومعبد الحاخام حاييم بينتو.

## الاسم
سُمِّي هذا الكنيس باسمِ كنيس حاييم بينتو نسبةً للحاخام حاييم بينتو الذي يُعتبر أحد أشهر الحاخامات اليهود الذي عاشوا في مدينة الصويرة سابقًا. وُلد حاييم بينتو سنة 1748 بمدينةِ أكادير وتوفي سنة 1845 عن عمرٍ ناهزَ الـ 97 سنة في مدينة الصويرة التي قضى فيها معظم حياته حيثُ كان حريصًا على تعليم التوراة لباقي اليهود والراغبين في تعلمها.

## التاريخ
استُخدم الكنيس فيما مضى كمعبدٍ لليهود حيثُ كان يتوافدُ له اليهود من مختلفِ المناطق في أيامٍ محدّدةٍ، وقلَّ عددُ الوافدين مع مرور الوقت حيثُ اقتصر في منتصفِ القرن العشرين على الجالية اليهودية – على قلّتها – التي كانت تعيشُ في الصويرة، قبل أن يتحول الكنيس لمزارٍ سنوي في السنوات الأخيرة للمجموعات السياحية اليهودية التي تزوُ المدينة في مناسباتٍ دينيّةٍ معينة.

## الموقع
يقعُ المعبد اليهودي في الطابقِ الثاني من مبنى مُكوّن من ثلاثة طوابق في ساحة فناء داخل أسوار المدينة القديمة التي كانت تحتوي أيضًا على منزل ومكتب الحاخام بينتو. المبنى من الجص المطلي بالأبيض، بينما يتكوّنُ الكنيس من غرفة واحدة كبيرة ومُقسَّمٌ لعددٍ من الأقسام بينهما قسمان للنساء: أحدهما عبر الفناء والآخر في الطابق الثالث وكلاهما به نوافذ تطل مباشرةً على الكنيس نفسه.

## الترميم
خضعت غرفة الكنيس لعملية تجديد وترميم حديثة، حيث تمَّ إخفاءُ السقف وتيجان الأعمدة وطلاء خشب تابوت التوراة باللون الأزرق الفاتح.